# 브라이언 뱅크스

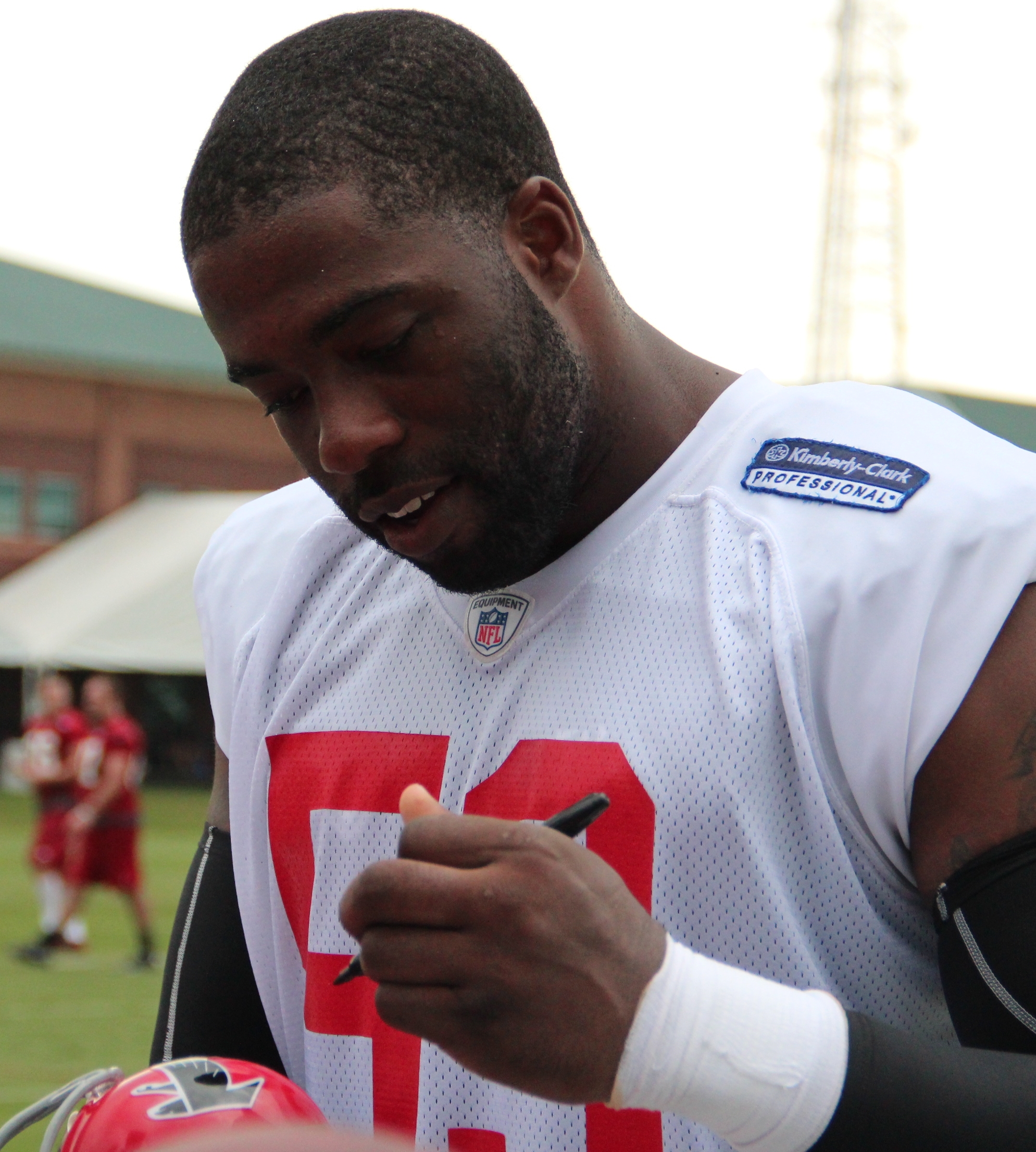
브라이언 뱅크스

브라이언 키스 뱅크스(Brian Keith Banks, 1985년 7월 23일 ~ )는 미국의 미식축구 선수로, 포지션은 라인배커이다.

## 내력
1985년 7월 24일 캘리포니아주 롱비치에서 태어났다. 아버지는 그가 어린 시절 체포되어 감옥에 갔고 그는 어머니와 자신의 남동생, 형과 자랐다. 초등학생 때부터 미식축구를 시작하여 2000년부터 전미에서 미식축구 명문 고등학교로 뽑히는 롱비치 폴리테닉 고등학교에서 미식축구 선수로 활약하며 전성기를 누렸다.캘리포니아주 롱비치의 고등학교 미식축구 스타였던 그는 USC, 오하이오 주립 대학교, 미시간 대학교, 미시간 주립 대학교, 캔자스 대학교 등에서 오퍼를 받아 2003년에는 USC 진학이 예정되어 있었다. 2002년 6월 기준으로 그는 캘리포니아 주에서 고교 풋볼 선수로 스텟 1위, 주 전역에서는 13위를 기록하는 최고의 선수였다.
2002년 7월 8일, 뱅크스는 1학년 아래의 급우 와네타 깁슨에게 강간 및 납치로 고발이 되었다. 뱅크스는 당일 자택에서 체포되어 이틀 후 캘리포니아주 다우니에 위치한 로스 판드리노스 소년원에 수감되었다. 롱비치 카운티 경찰은 뱅크스에게 100만 달러의 보석을 걸었다. 보석을 감당할 돈이 없었던 뱅크스는 재판 때까지 1년을 소년원에 수감되어 구속 상태에 놓였다.
2002년 8월 2일, 롱비치 카운티 교육청은 뱅크스를 폴리 고등학교에서 퇴학시키고, 영구 재입학 불가 판정을 내렸다. 당시 폴리 고등학교의 교장이었던 Shawn Ashley는 "뱅크스가 받을 재판 결과와 상관 없이 그는 폴리 고교로 다시 돌아올 수 없다" 라며 입장을 밝혔다. 뱅크스는 무죄 판결을 받은 이후에도 폴리 고교는 뱅크스에 대한 언급을 일체 하지 않고 있으며, 폴리 고등학교 캠퍼스 내부에 있는 풋볼 명예의 전당에도 뱅크스의 유니폼과 활동 사진은 빠져있다.
2003년 7월, 뱅크스는 무죄 주장 대신 양형거래를 받아들인다. 뱅크스의 변호사는 뱅크스의 신체적 특징 및 운동선수라는 특이점 때문에 무혐의 판결은 불가능할 것이라 예상했고 이에 뱅크스에게 양형거래를 종용, 18개월간의 집행유예 판결을 받은 후 석방될 수 있을 것이라 말하며 받아들이길 촉구한다. 당시 뱅크스가 사법거래를 받아들이지 않을 경우 최대 41년형을 선고받을 수 있는 상황이었다. 당시 롱비치 법원의 배심원단은 80% 이상이 백인, 20%가 아시아인이었다. 뱅크스는 사법거래를 받아들였으나, 판사는 사법거래를 무시하고 징역 6년, 집행유예 5년, 신상정보 종신공개로 판결을 내린다. 당시 판사는 한인 판사였으며, LA 폭동을 경험한 세대였다. 뱅크스는 이후 2003년 8월부터 2007년 8월 28일까지 캘리포니아 주립 교도소에서 수감생활을 하였다.
2007년 8월 29일 출소한 후 뱅크스는 2007년 10월부터 롱비치 시티 대학교(Long beach city college)에 입학해 대학 생활을 시작했으며 대학 풋볼팀에서 활동하며 재기를 노린다. 그러나 1학기가 끝나기도 전인 2008년 봄 캘리포니아 의회에서 신상정보가 등록된 성범죄 전과자를 대상으로 전자발찌 착용을 의무화하면서 뱅크스는 학교를 그만둘 수 밖에 없었다. 전자발찌를 차고는 학교 및 어린이 보호시설 근처를 방문할 수 없었기 때문이다.
2011년 2월 28일, 동급생이 페이스북에서 뱅크스에게 연락하여 강간에 대하여 허위 사실을 만들었다고 인정했다. 고등학교의 캠퍼스가 안전한 환경이 아니었다는 이유로 150만 달러를 손해 배상으로 받고 있던 그녀는 검찰에 그 사실을 전하지 않았지만 뱅크스는 그녀와의 대화를 녹음하고 법원에 제출하여, 2012년 5월 23일의 공청회에서 자신의 범죄 기록은 취소되었다.
그는 NFL 진출을 목표로 캔자스시티 치프스, 샌디에이고 차저스, 샌프란시스코 포티나이너스에서 적성 검사를 받았다. 또한 2002년에 뱅크스에게 장학금을 제안했던 USC의 코치 피트 캐럴이 속해있던 시애틀 시호크스의 미니 캠프에도 참가했지만 계약에는 이르지 못했다. 같은 해 9월 20일 UFL의 라스베가스 로코모티브스와 계약을 맺는다. 2013년 4월 3일, 애틀랜타 팰컨스와 계약을 맺었으나, 8월 30일 최종 로스터 컷을 통과하지 못했다.